# پریشانی (روان‌شناسی)

Mind

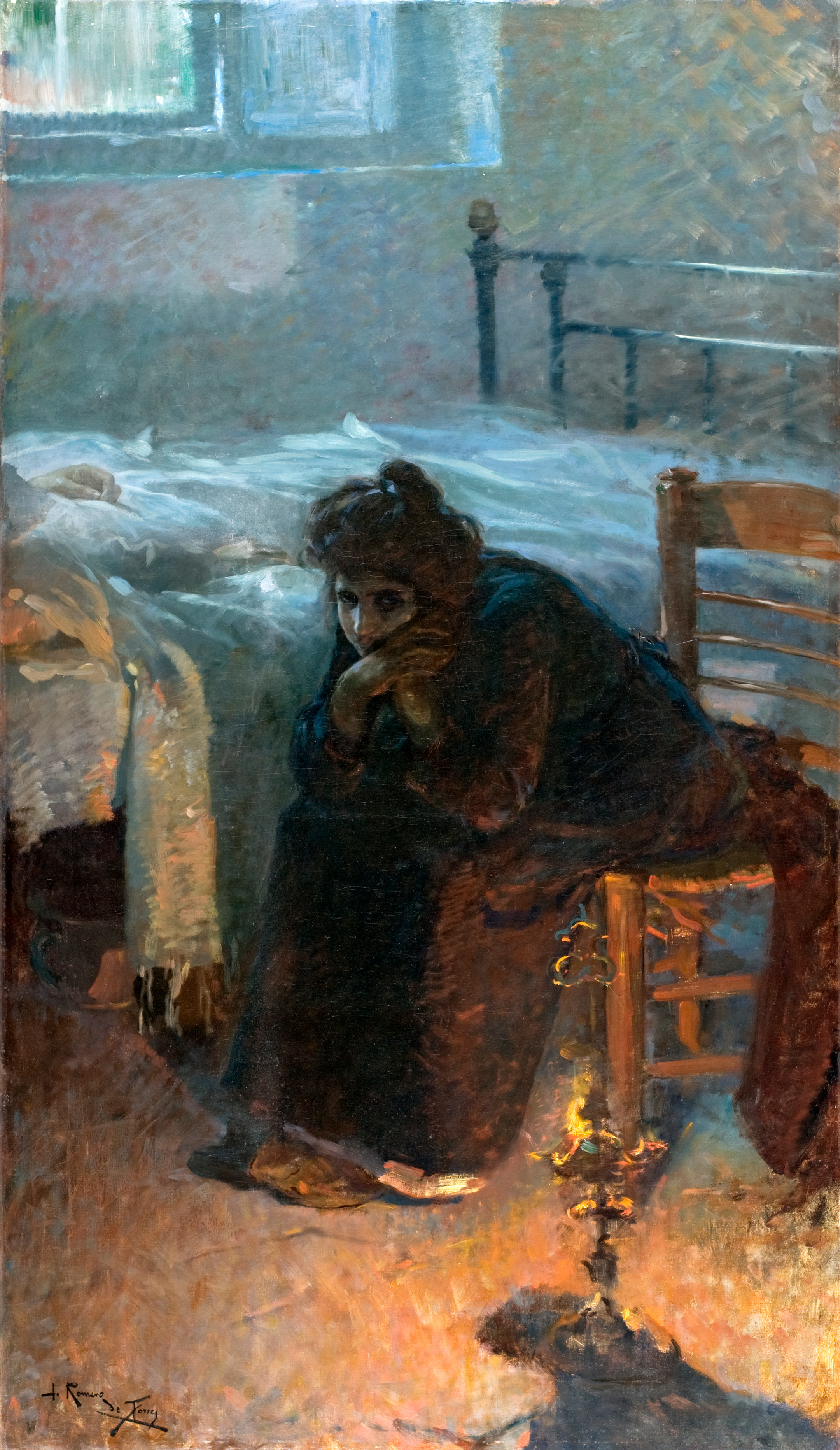
"Hours of anguish" (Julio Romero de Torres, 1904).

پریشانی یا تشویش (به انگلیسی: Anguish) به احساس «ناراحتی شدید ناشی از رنج جسمی یا روحی» گفته می‌شود.
پریشانی از حالاتی است که هم بروز نفسانی دارد و هم بروز جسمانی. این حالت ناشی از شری است که تصور می‌شود وقوع آن نزدیک است. با تندی تنفس و تنگی سینه همراه است و نشانه آن، بروز ترسی است که از حالت نگرانی به سوی وحشت و اضطراب پیش می‌رود. فرق دلواپسی و خوف این است که خوف ناشی از آگاهی از خطر خارجی است که وجود انسان را تهدید می‌کند، درحالی‌که دلواپسی ناشی از ترس از این یا آن شیء نیست بلکه ناشی از انگیزه‌های درونی است.

## هچنین ببینید
- احساس مالکیت